# نر قشلاقی
نر قشلاقی یک روستا در ایران است که در دهستان انجیرلو  و بخش انجیرلو واقع شده‌است. نر قشلاقی ۳۲ نفر جمعیت دارد.